# Estación de Santander (Adif)
La estación de Santander es una estación ferroviaria de carácter terminal situada en la ciudad española de Santander. Fue inaugurada en 1943 por RENFE siguiendo un proyecto del arquitecto Luis Gutiérrez Soto y del ingeniero Carlos Fernández Casado. En el año 2010, sus servicios ferroviarios que incluyen Larga Distancia, Media Distancia y Cercanías fueron utilizados por cerca de 850 000 viajeros.
Está situada en la plaza de las Estaciones cerca del centro urbano. Junto a este recinto, perteneciente a la red de ancho ibérico de Adif, se encuentra la estación de Santander AM, a la que acceden los trenes que circulan por la red de vía estrecha, también de Adif.

## Situación ferroviaria
La estación se encuentra en el punto kilométrico 514,280 de la línea férrea de ancho ibérico Palencia-Santander a 3,3 metros de altitud. Históricamente dicho kilometraje se corresponde con el trazado Madrid-Santander por Palencia y Alar del Rey.

## Historia
El ferrocarril de ancho ibérico llegó a Santander el 10 de octubre de 1858 con la apertura del tramo Los Corrales de Buelna-Santander de la línea que pretendía unir Alar del Rey con Santander. Su construcción fue obra de la Compañía del Ferrocarril de Isabel II que en 1871 pasó a llamarse Nueva Compañía del Ferrocarril de Alar a Santander ya que el acceso al trono de Amadeo de Saboya hacía poco recomendable el anterior nombre. Mientras se producía la construcción de la línea, Norte por su parte había logrado alcanzar Alar por el sur uniéndola así a su red que incluía conexiones con Madrid y que se dirigía a buen ritmo a la frontera francesa. 
En dicho contexto la línea a Santander era más que apetecible para la compañía que finalmente se hizo con ella en 1874. Norte fue también la encargada de construir la primera estación de la ciudad ya que el recinto inicial como en muchos otros casos era provisional. Se ubicó en los terrenos de la actual estación de autobuses y fue proyectada por el ingeniero Eduardo Grasset en 1873. Mostraba un claro diseño clásico formado por un pabellón central de dos alturas flanqueado por alas laterales simétricas de planta baja. Sus andenes estaban cubiertos por una amplia marquesina metálica salida de los talleres de Gustave Eiffel.
El hecho de que confluyeran en la ciudad varias compañías como eran la ya mencionada Norte así como la Santander-Bilbao y Cantábrico que operaban en vía estrecha así como el frustrado Santander-Mediterráneo en vía ancha se decidió centralizar todos estos servicios en una misma zona dando lugar a nuevas estaciones. El 28 de agosto de 1940, Alfonso Peña Ministro de Obras Públicas puso la primera piedra de la nueva estación que pretendía sustituir a la antigua estación del Norte que era la que usaba el ferrocarril de ancho ibérico. Prácticamente tres años después, el 26 de agosto de 1943 fueron inauguradas las nuevas instalaciones propiedad de RENFE que en 1941 se había hecho con toda la red ferroviaria española tras la nacionalización de la misma. En la década de los años 90 coincidiendo con la integración de la estación en la red de Cercanías Cantabria fue ampliamente restaurada y modernizada.
De entre los trenes turísticos que han estado en esta estación además de El Transcantábrico y otros trenes de FEVE, también estuvo el Tren De La Fresa en el verano de 1985.

## La estación

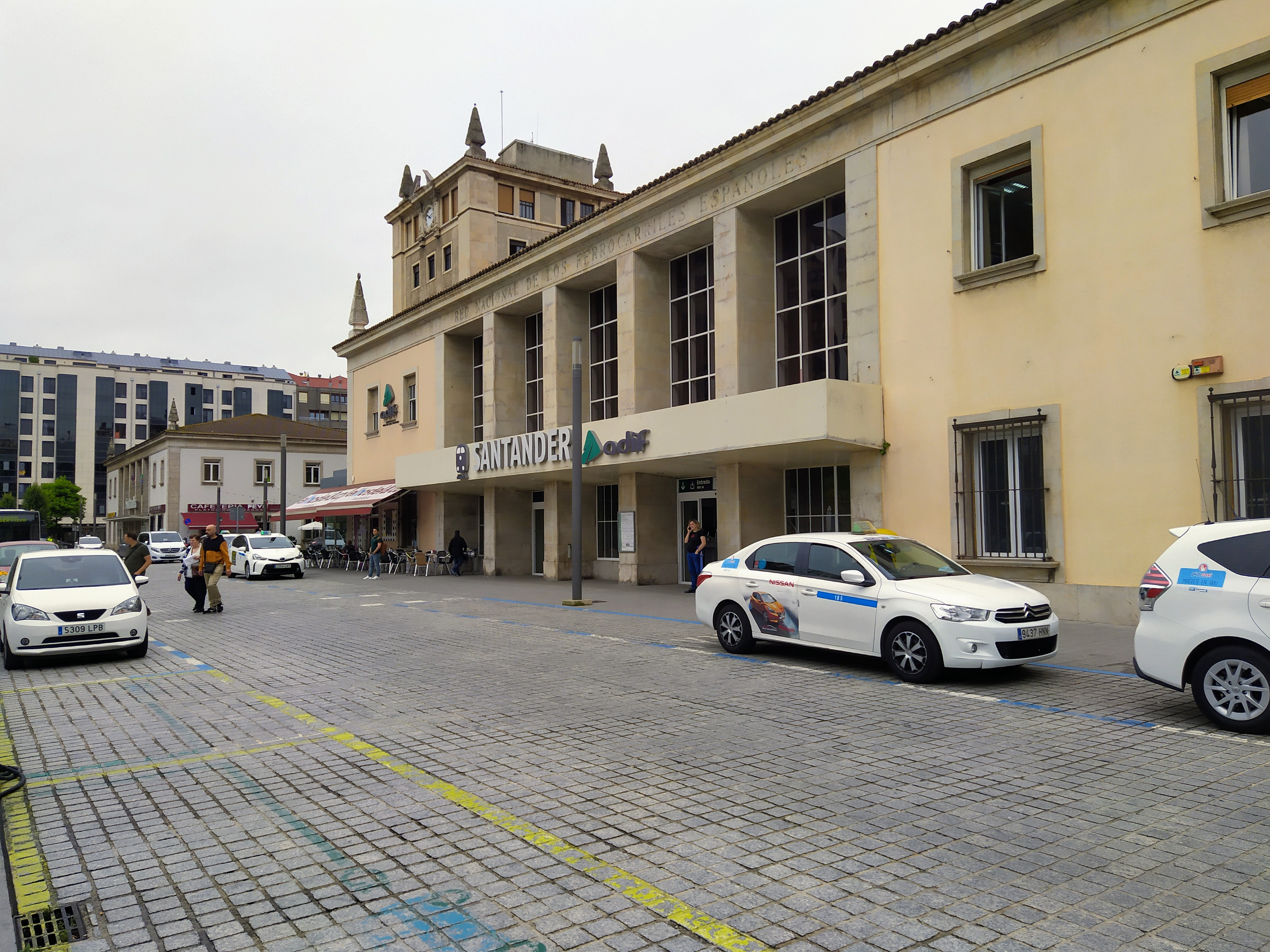
Fachada exterior de la estación.

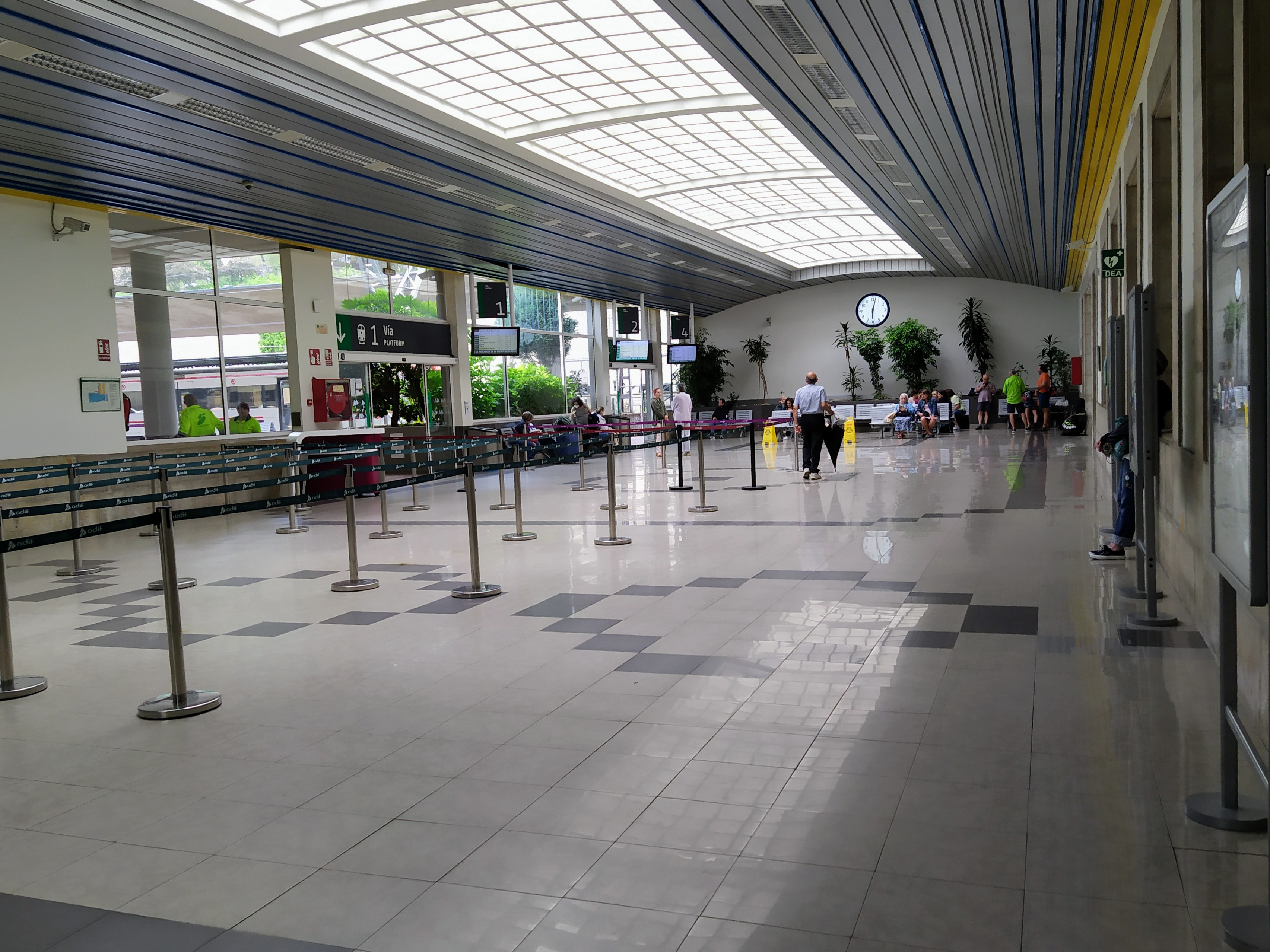
Vista parcial del interior de la estación de ferrocarril.

La estación es un pabellón de base irregular de dos alturas que muestra una líneas limpias y austeras. Dicho pabellón va unido a otro de similares características aunque de menores proporciones usado por la red de ancho métrico de Adif. Entre ambos, una torre de planta cuadrada y seis pisos de alturas sirve para enlazar ambas estructuras. Luce cuatro pináculos, una gran arcada de medio punto como acceso y, un reloj encajado dentro de una cornisa balaustrada. 
Cuenta con tres andenes, dos laterales y uno central a los que acceden cinco vías, todas ellas con acceso a andén. En su interior, el edificio cuenta con cafetería, tiendas de regalos, venta de billetes, atención al cliente, consigna y aseos. En el exterior existen varias zonas de aparcamiento habilitadas así como conexiones con la red de autobuses urbanos.
La estación también dispone de varias vías de clasificación antiguamente destinadas al tráfico de mercancías trasladado a la colateral estación de Muriedas en los años 90.
En estas vías permanecen aún el muelle y el edificio de Correos, que sigue prestando servicio para la empresa postal.
La estación igualmente contaba con una rampa de autoexpreso, que está semidesmantelada en la actualidad.

## Servicios ferroviarios

### Larga Distancia
Gracias a sus trenes Alvia Renfe une Santander con Madrid o Alicante. Estos trenes sustituyen a los anteriores servicios Talgo.

### Media Distancia
Los trenes de Media Distancia que enlazan Valladolid con Santander tienen parada en la estación. La frecuencia varía entre dos y cuatro trenes diarios en ambos sentidos en función del día de la semana.

### Cercanías
Santander es el terminal norte de la línea C-1 de la red de Cercanías Cantabria. Algo más de hora y media es necesaria para alcanzar Reinosa el otro extremo de la línea.